# Tony Meier
Tony Meier (nacido el 3 de junio de 1990 en Wildwood, Misuri) es un jugador de baloncesto estadounidense que actualmente forma parte de la plantilla del Wilki Morskie Szczecin de la Polska Liga Koszykówki, el primer nivel del baloncesto polaco. Con 2,03 metros de estatura, juega en la posición de ala-pívot.

## Trayectoria deportiva
Es un jugador formado en Milwaukee Panthers. Tras no ser drafteado en 2012, dio el salto a Australia para jugar en las filas de los Frankston Blues.
Meier llegó a Europa para jugar en Portugal en las filas del Vitória de Guimarães y más tarde jugaría en el Starogard Gdański, donde realizaría buenos números en la temporada 2014-15.
En 2016, firma con el ČEZ Nymburk tras realizar una buena temporada con el Apollon Patras.
En la temporada 2019-20, jugaría en las filas del Stelmet Zielona Góra. Al término de la misma, anunciaría su desvinculación del club para retirarse.
En junio de 2021, decide volver al Stelmet Zielona Góra, firmando un contrato durante una temporada.
En la temporada 2022-23, firma por el Wilki Morskie Szczecin de la Polska Liga Koszykówki, el primer nivel del baloncesto polaco.